# Стивонни
Стиво́нни (англ. Stevonnie, произн. /stəˈvɒnɪ/ ) — вымышленный персонаж из мультисериала «Вселенная Стивена» и Steven Universe Future, авторства Ребекки Шугар. «Слияние» главного героя Стивена Юниверса и его подруги Конни Махишваран. Стивонни выглядит как андрогинный подросток. Впервые персонаж представлен в эпизоде «Alone Together», Стивонни лишь изредка появляется в сериале и несколько раз в эпилоге серии Steven Universe Future.

## Описание персонажа
Сюжет сериала представляет концепцию «слияния» — процесс, при котором двое или несколько персонажей, принадлежащих к инопланетной расе самоцветов могут сливаться, образуя новую личность, обладающую большей силой и более крупной физиологией. При этом слияния используются сценаристами шоу как метафора для различных типов отношений. Эпизод «Alone Together», впервые транслировавшийся 15 января 2015 года, повествует о первом опыте слияния главного героя Стивена со своей подругой Конни во время танца. При этом сам Стивен — наполовину человек, наполовину самоцвет — единственный представитель своего вида, который может образовывать слияния как с самоцветами, так и с людьми.
Стивонни обладает способностями двух персонажей: способностями розового алмаза от Стивена и навыками фехтования от Конни. Так как Стивен является мальчиком, а Конни — девочкой, их слияние лишено выраженных половых признаков мужчины или женщины, кроме выраженной половозрелости, придающей им внешность подростка. Например, у Стивонни «женский» голос, выраженная «женская» форма тела, нет груди, но растёт щетина. Некоторыми персонаж описывается, как небинарный, герндерфлюидный, бигендерный, или же агендерный. Однако сама создательница персонажа не дала точного ответа, заявив, что «Стивонни — это опыт. Живые отношения между Стивеном и Конни». Шугар описала Стивонни как сложную и особую метафору отношений двух героев, принимающих форму уникального персонажа. Как выразилась Шугар, Стивонни не только бросают вызов гендерным нормам, но и одновременно служат метафорой для «ужасающих начинаний при первых отношениях», ощущения наступления половой зрелости и объективации. Один из сценаристов сериала Иен Джонс-Кворти также назвал Стивонни воплощением опыта.
Стивонни использует местоимения «они». При этом Стивонни считают привлекательными как мужские, так и женские персонажи. В социальной рекламе от Dove 2019 года, посвящённой самооценке и социальным сетям, Стивонни показывает профиль в Instagram с описанием себя как «интерсекс, небинарные, „они“».

## Появления

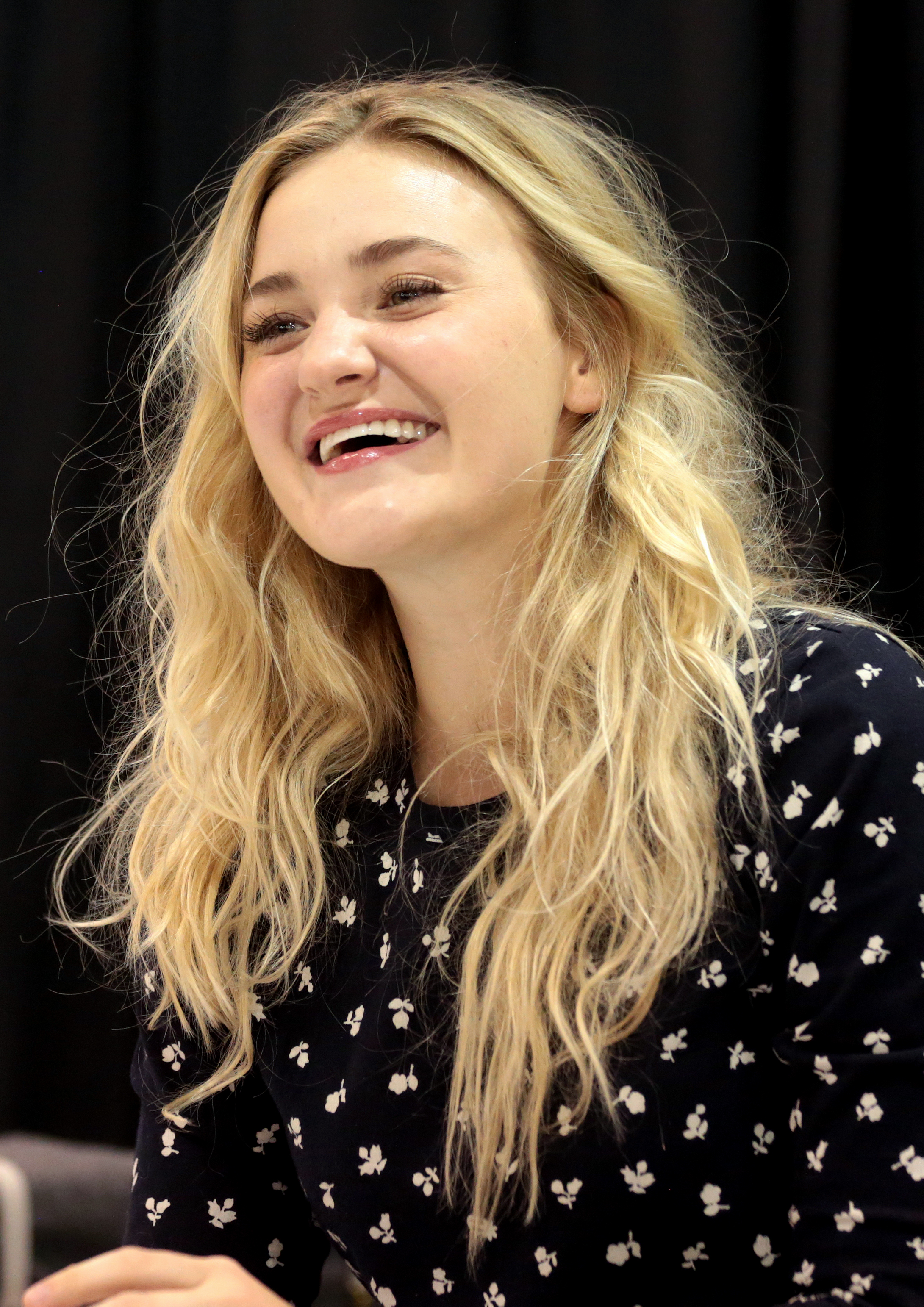
Стивонни озвучивает актриса и певица Аманда Мишалка.

Стивонни является второстепенным персонажем и изредка появляется в сериях. Впервые персонаж появляется в серии «Alone Together», где главные герои Стивен и Конни впервые случайно сливаются в форму Стивонни и наслаждаются возможностями своего нового тела. Однако у них случился приступ паники на вечеринке в результате приставаний со стороны Кевина — высокомерного подростка. Другие эпизоды, в которых персонаж играет главную роль, включают эпизод третьего сезона «Beach City Drift», в котором Стивонни бросают вызов Кевину на автомобильной гонке. В серии четвёртого сезона «Mindful Education», Гранат обучает Стивонни внимательности, чтобы они могли справится со внутренними противоречиями и эмоциями. В пятом сезоне, в серии «Jungle Moon» главные герои оказываются на чужой планете и впервые пребывают в форме Стивонни продолжительное время, так как это повышало их защиту и шанс на выживание. Стивонни также появляется в последних сериях пятого сезона шоу.
В комиксе, выпущенном в марте 2017 года (автор Мелани Гиллман, иллюстратор Кэти Фарина и Уитни Когар), Стивонни сопровождает второстепенного персонажа Кики Пиццу на школьном выпускном балу. На танцах у Стивонни снова начинается приступ паники, после чего Стивен и Конни вступают в спор из-за того, что скрывают от Кики свою истинную личность.
Кроме того, Стивонни является игровым персонажем в игре Steven Universe: Save the Light, а также в игре Brawlhalla, где выступает кроссоверным персонажем.

## Восприятие
Мередит Вернер с сайта io9 описала Стивонни как «персонажа, кардинально изменившего правила игры» во «Вселенной Стивена», и в итоге вызвавшего бурную реакцию фанатов сериала. В статье для сайта Towleroad.com, Чарльз Пуллиам-Мур заявил, что Стивонни только подчёркивает качества, которые зрители замечали у главных героев сериала. Карли Велоччи, редактор Polygon, назвала Стивонни положительной метафорой взаимного согласия в несексуальном контексте. Грета Кристина с сайта AlterNet отметила, что Стивен и Конни продолжали общаться друг с другом во время прибывания в форме Стивонни и редактор видит в этом «удивительный пример постоянного активного согласия». Врай Кайзер с сайта The Mery Sue сказал о персонаже следующее: «Мало что может быть более приятным, чем признание детскими мультиками того, что испытывать негативные эмоции — это часть жизни. Как и в Головоломке, в мультсериале используется визуальная метафора, чтобы разобраться со сложными и неосязаемыми эмоциями».
«Вселенная Стивена» также выделяется большим количеством ЛГБТ-персонажей, в частности многочисленными женскими персонажами, демонстрирующими романтическое влечение друг к другу. Стивонни и в целом сам сериал выступают частью тенденции по расширению представленности ЛГБТ-персонажей в детской мультипликации начиная с 2010-х годов. Стивонни, будучи небинарным персонажем, также выступает частью данной тенденции и призывает людей быть более открытыми в понимании своей гендерной идентичности.
В интервью журнала Paper Magazine Ребекка Шугар объяснила, что создание Стивонни стало итогом её желания ввести небинарного персонажа, но который не будет самопородией и которого примет зрительская аудитория. Шугар также заметила, что так как история ведётся от лица Стивена, то Стивонни становится главным героем всякий раз, когда существует. Таким образом, зритель «познаёт точку зрения небинарного персонажа, который на данный момент выступает главным героем шоу», чтобы зритель мог сопоставить себя «с данным человеком», когда тот наслаждается жизнью, отправляется в приключения, но также, когда он подвергается преследованиям, домогательствам или впадает в панику.